# 川上村 (京都府)
川上村（かわかみむら）は、京都府熊野郡にあった村。現在の京丹後市久美浜町の南東端、川上谷川の上流域にあたる。

## 地理
- 山岳：青地岳、高竜寺ヶ岳、法沢山
- 河川：川上谷川

## 歴史
- 1889年（明治22年）4月1日 - 町村制の施行により、市野々村・布袋野村・畑村・金谷村・市場村・出角村・須田村・新庄村の区域をもって発足。
- 1955年（昭和30年）1月1日 - 久美浜町・海部村・田村・神野村・湊村と合併し、改めて久美浜町が発足。同日川上村廃止。